# Бхілаї
Бхілаї (гінді भिलाई, англ. Bhilai) — друге за розміром місто в індійському штаті Чхаттісґарх. Місто знаходиться на захід від столиці штату Райпура на залізниці Хаура — Мумбаї.

## Етимологія та історія
Термін «Bhilai» походить від племені Бгіли, яке спочатку населяло цей регіон і продовжує жити в прилеглих лісах до сьогодні.
Бхілай був невеликим селом і входив до Королівства Хайхайявансі до 1740 року, коли його завоювали маратхи.
Основу сучасного міста Бхілаї було закладено в 1955 році, коли індійський уряд підписав історичну угоду з Радянським Союзом у Магнітогорську про створення сталеливарного заводу поблизу села. Перша доменна піч заводу була введена в експлуатацію в 1959 році першим президентом Індії доктором Раджендрою Прасадом

## Населення
На 2001 рік населення міста становило 1 064 077 осіб, 51,28 % чоловіків і 48,72 % жінок. Рівень грамотності дорівнює 87,02 %, вище, ніж середній національний рівень; грамотність серед чоловіків становить 93,12 %, серед жінок 80,62 %. 10,99 % населення — діти до 6 років.

## Економіка
Економіка міста залежить від Бхілайського сталеплавильного заводу, одного з найбільших в світі.

## Транспорт
Дурзька залізнична лінія з'єднує місто з іншими, Райпурський аеропорт знаходиться на відстані 40 км. Жителі міста їздять на своїх автомобілях або на найманих авторікшах.

## Освіта
Бхілаї відомий хорошою середньою освітою, університет готує інженерів і лікарів.